# Ясеневый
Я́сеневый — село в Пожарском районе Приморского края. Входит в состав Соболинского сельского поселения.

## География
Село Ясеневый стоит на реке Вилюйка, правом притоке реки Бикин, расстояние до устья Сигушки около 3 км.
Автомобильная дорога к селу Ясеневый идёт от автотрассы «Уссури» (от сёл Федосьевка и Бурлит) через село Верхний Перевал.
Расстояние до села Верхний Перевал около 70 км, расстояние до районного центра посёлка Лучегорск около 120 км (на юг от Федосьевки по автотрассе «Уссури»). От села Ясеневый вверх по течению Бикина дорога идёт к селу Соболиный, а вниз по течению — к селу Олон.

## История
До 1972 года село носило китайское название Сигоу. Переименовано после вооружённого конфликта за остров Даманский.

## Население
| 2002 | 2005 | 2010 |
| ---- | ---- | ---- |
| 350  | ↘342 | ↘274 |

## Улицы
| - ул. Восточная, - ул. Западная, - ул. Лесная, - ул. Луговая, | - ул. Студенческая, - ул. Центральная, - ул. Широкая, - ул. Школьная. |

## Экономика
Жители занимаются сельским хозяйством и охотой, заготавливают дары тайги.